# Willem Wallyn
Willem Wallyn (1960) is een Belgisch scenarioschrijver, regisseur en acteur.

## Biografie
Wallyn is de zoon van politicus Luc Wallyn en ging zoals zijn vader rechten studeren. In 1978 begon hij aan de Vrije Universiteit Brussel, zat er op kot, en was ook dj bij (de toen nog vrije radiozender) FM Brussel. In 1983 studeerde hij af in strafrecht en werd advocaat in Brussel. Hij was ook kabinetsmedewerker bij minister Luc Van den Bossche waar hij zich onder meer verdiepte in de Bende van Nijvel naar aanleiding van een parlementaire onderzoekscommissie.
Naast zijn juridische activiteit maakte Wallyn ook amateurfilms en liep stage op filmsets. Zo werkte hij mee aan Taxandria (1994) en was setopnameleider bij She Good Fighter (1995). Omelette à la flamande was zijn eerste kortfilm als scenarist-regisseur, maar dat beschouwt hij als niet publieke oefening. Zijn publieke debuut volgde in 1997 met het scatologische Urinoir dogs en Dear Jean-Claude in 1998.
In 1999 kreeg hij naamsbekendheid met zijn langspeelfilm Film 1 over het proces rond het Agustaschandaal met Luc Wallyn als zichzelf, adjunct-secretaris van de SP. Zijn zoon Willem (ook protagonist vertolkt door Peter Van den Begin) maakte de film vanuit een verontwaardiging over de rol van de pers in deze zaak.. Dit was het moment waarop hij stopte als advocaat en zich volledig toelegde op film en scenario's. In 1999-2000 was hij een vaste gast in het Canvas-programma Mannen van de macht. In 2003 nam hij deel aan het eerste seizoen van De Slimste Mens ter Wereld en moest de quiz verlaten na vier deelnames. In 2010 was hij ook te zien in het VTM-programma Het sterke geslacht.
Als acteur was hij te zien in  Vet Hard (2005) als agent en in de kortfilm Mama (2006) als dokter John. Als producent werkte hij mee aan de kortfilm Hartslagen (2007) en schreef scenario's voor televisieseries De Rodenburgs (2010-2011), Zone Stad (2012), Albert II (2013), De Ridder (2013), Aspe (2014), de romantische komedie Wat mannen willen (2015) en de politieke fictiereeks De 16 (2016) naar een idee van politiek journalist Wouter Verschelden. Voor deze reeks nam hij ook de regie op zich.
In 2019 schreef en regisseerde hij zijn tweede langspeler All Of Us, een tragikomedie over vier terminale patiënten in een zelfhulpgroep met therapeute zonder kennis en ervaring (première op het Film Fest Gent).
Op verzoek van producent Peter Bouckaert schreef Wallyn het scenario van 1985 (televisieserie) over de Bende van Nijvel.

## Privé
Hij vormde een koppel met sp.a-politica Freya Van den Bossche. Samen hebben ze een zoon, geboren in 2009. Wallyn had al een zoon en een dochter uit een eerdere relatie.